# نشان ادب پارسی
نشان ادب پارسی از نشان‌های افتخار در ایران است. براساس ماده ۱۹ آیین‌نامه اعطای نشان‌های دولتی، نشان «ادب پارسی» به افرادی تعلق می‌گیرد که در یکی از زمینه‌های زیر دارای ویژگی یا تلاش چشمگیر باشند:
1. خلق آثار بدیع ادبی (اعم از نظم یا نثر)
2. احیای ذخایر ادبی ایران از طریق تحلیل یا عرضه مناسب آن آثار
3. معرفی ادیبان و سخنوران گذشته به نحوی که در توانایی و رسایی زبان و ادبیات فارسی مؤثر باشد
4. فراهم آوردن موجبات آشنایی مردم جهان با زبان و ادب فارسی

## دریافت‌کنندگان

### اهداشده توسطسید محمد خاتمی
- مهدی محقق، درجه یک (۱۳۸۲)[۵]

### اهداشده توسطمحمود احمدی‌نژاد
- سلیم نیساری، درجه یک (۱۳۸۸)[۶]
- عبدالمحمد آیتی، درجه یک (۱۳۹۰)[۶]
- اسماعیل سعادت، درجه یک (۱۳۹۰)[۶]
- بدرالزمان قریب، درجه یک (۱۳۹۰)[۶]
- فتح‌الله مجتبایی، درجه یک (۱۳۹۰)[۶]